# Tour del Llemosí 2019
El Tour del Llemosí 2019, 52a edició del Tour del Llemosí, es disputà entre el 21 i el 24 d'agost de 2019 amb un recorregut de 709,3 km dividit en quatre etapes. L'inici de la cursa fou a Condat-sur-Vienne i el final a Llemotges. La cursa formà part del calendari de l'UCI Europa Tour 2019, amb una categoria 2.1.
El vencedor final fou el francès Benoît Cosnefroy (AG2R La Mondiale), que s'imposà als seus compatriotes Lilian Calmejane (Total Direct Énergie) i Guillaume Martin (Wanty-Groupe Gobert).

## Equips
L'organització convidà a prendre part en la cursa a dos equips UCI WorldTeams, tretze equips continentals professionals i dos equips continentals:
| WorldTeams (2)- AG2R La Mondiale - Groupama-FDJ Equips continentals professionals (13)- Androni Giocattoli-Sidermec - Bardiani CSF - Caja Rural-Seguros RGA - Cofidis, Solutions Crédits - Delko-Marseille Provence - Euskadi Basque Country-Murias - Israel Cycling Academy - Nippo Vini Fantini Faizanè - Arkéa-Samsic - Total Direct Énergie - Vital Concept-B&B Hotels - W52-FC Porto - Wanty-Groupe Gobert Equips continentals (2)- Natura4Ever-Roubaix Lille Métropole - Saint Michel-Auber 93 |
| |

## Etapes
| Etapa    | Data      | Ciutats d'etapa                              | type                    | Distància (km) | Vencedor de l'etapa  | Líder de la general |
| -------- | --------- | -------------------------------------------- | ----------------------- | -------------- | -------------------- | ------------------- |
| 1a etapa | 21 de ago | Condat – Garait                              | etapa accidentada       | 172,2          | Lilian Calmejane     | Lilian Calmejane    |
| 2a etapa | 22 de ago | Base départementale de Rouffiac – Trelhissac | etapa accidentada       | 182,9          | Mikel Aristi Gardoki | Lilian Calmejane    |
| 3a etapa | 23 de ago | Chamboliva – Béinat                          | etapa de mitja muntanya | 176,8          | Benoît Cosnefroy     | Benoît Cosnefroy    |
| 4a etapa | 24 de abr | Cofolents – Llemotges                        | etapa accidentada       | 177,4          | Francesco Gavazzi    | Benoît Cosnefroy    |

## Classificació final
| \| Classificació general \| Classificació general \| Classificació general \| Classificació general \| Classificació general \| \| Corredor \| Corredor \| Equip \| Temps \| \| \| --------------------- \| --------------------- \| ----------------------------- \| --------------------- \| --------------------- \| \| 1r \| Benoît Cosnefroy \| AG2R La Mondiale \| 18h 14' 14" \| \| \| 2n \| Lilian Calmejane \| Total Direct Énergie \| + 15" \| \| \| 3r \| Guillaume Martin \| Wanty-Gobert \| + 17" \| \| \| 4t \| Mikel Aristi Gardoki \| Euskadi Basque Country-Murias \| + 20" \| \| \| 5è \| Kristian Sbaragli \| Israel Cycling Academy \| + 31" \| \| \| 6è \| Rui Vinhas \| W52-FC Porto \| + 32" \| \| \| 7è \| Pierre Rolland \| Vital Concept-B&B Hotels \| + 34" \| \| \| 8è \| Sébastien Reichenbach \| Groupama-FDJ \| + 34" \| \| \| 9è \| Élie Gesbert \| Arkéa-Samsic \| + 34" \| \| \| 10è \| Anthony Delaplace \| Arkéa-Samsic \| + 38" \| \| |                       |                               |             |
| |                       |                               |             |
| Font: ProCyclingStats |                       |                               |             |
| Classificació general |                       |                               |             |
| Corredor | Corredor              | Equip                         | Temps       |
| 1r | Benoît Cosnefroy      | AG2R La Mondiale              | 18h 14' 14" |
| 2n | Lilian Calmejane      | Total Direct Énergie          | + 15"       |
| 3r | Guillaume Martin      | Wanty-Gobert                  | + 17"       |
| 4t | Mikel Aristi Gardoki  | Euskadi Basque Country-Murias | + 20"       |
| 5è | Kristian Sbaragli     | Israel Cycling Academy        | + 31"       |
| 6è | Rui Vinhas            | W52-FC Porto                  | + 32"       |
| 7è | Pierre Rolland        | Vital Concept-B&B Hotels      | + 34"       |
| 8è | Sébastien Reichenbach | Groupama-FDJ                  | + 34"       |
| 9è | Élie Gesbert          | Arkéa-Samsic                  | + 34"       |
| 10è | Anthony Delaplace     | Arkéa-Samsic                  | + 38"       |

## Evolució de les classificacions
| Etapa                  | Vencedor               | Classificació general | Classificació per punts | Classificació de la muntanya | Classificació dels joves | Classificació per equips | Combativitat      |
| ---------------------- | ---------------------- | --------------------- | ----------------------- | ---------------------------- | ------------------------ | ------------------------ | ----------------- |
| 1                      | Lilian Calmejane       | Lilian Calmejane      | Anthony Delaplace       | Nicolas Baldo                | Benoît Cosnefroy         | Total Direct Énergie     | Nicolas Baldo     |
| 2                      | Mikel Aristi           | Lilian Calmejane      | Morne Van Niekerk       | Morne Van Niekerk            | Benoît Cosnefroy         | Total Direct Énergie     | Morne Van Niekerk |
| 3                      | Benoît Cosnefroy       | Benoît Cosnefroy      | Francesco Gavazzi       | Luca Covili                  | Benoît Cosnefroy         | Vital Concept-B&B Hotels | Dimitri Claeys    |
| 4                      | Francesco Gavazzi      | Benoît Cosnefroy      | Julien El Fares         | Morne Van Niekerk            | Benoît Cosnefroy         | Wanty-Groupe Gobert      | Julien El Fares   |
| Classificacions finals | Classificacions finals | Benoît Cosnefroy      | Julien El Fares         | Morne Van Niekerk            | Benoît Cosnefroy         | Wanty-Groupe Gobert      | No entregat       |